# Puchar Przyjaźni w skokach narciarskich
Puchar Przyjaźni – zawody w skokach narciarskich organizowane w latach 1965-1987 na skoczniach Europy Środkowo-Wschodniej – Polski, Czechosłowacji i Niemieckiej Republiki Demokratycznej.
| Edycja          | Organizator    | 1 miejsce             | 2 miejsce           | 3 miejsce                  |
| --------------- | -------------- | --------------------- | ------------------- | -------------------------- |
| 26 - 29.01.1965 | Czechosłowacja | Josef Matouš          | Michaił Wieretnikow | Zbyněk Hubač               |
| 10 - 13.01.1966 | NRD            | Piotr Kowalenko       | Dieter Neuendorf    | Peter Lesser               |
| 20 - 24.01.1967 | Polska         | Jiří Raška            | Peter Lesser        | Peter Eržen                |
| 17 - 21.01.1968 | Czechosłowacja | Jiří Raška            | Władimir Biełousow  | Anatolij Żegłanow          |
| 24 - 28.01.1969 | Polska         | Józef Przybyła        | Garij Napałkow      | Tadeusz Pawlusiak          |
| 20 - 23.01.1970 | NRD            | Horst Queck           | Rainer Schmidt      | Władimir Biełousow         |
| 04 - 07.02.1971 | Czechosłowacja | Rudolf Höhnl          | Karel Kodejška      | Zbyněk Hubač               |
| 16 - 18.01.1974 | NRD            | Hans-Georg Aschenbach | Rainer Schmidt      | Henry Glaß                 |
| 16 - 19.01.1975 | Czechosłowacja | Hans-Georg Aschenbach | Rudolf Höhnl        | Garij Napałkow             |
| 17 - 18.01.1976 | Polska         | Heinz Wosipiwo        | Tadeusz Pawlusiak   | Janusz Waluś               |
| 19 - 23.01.1977 | NRD            | Harald Duschek        | Leoš Škoda          | Stanisław Bobak Henry Glaß |
| 21 - 22.01.1978 | Czechosłowacja | Axel Zitzmann         | František Novák     | Klaus Ostwald              |
| 10 - 11.02.1979 | Polska         | Axel Zitzmann         | Matthias Buse       | Andreas Hille              |
| 13 - 14.12.1980 | Czechosłowacja | Manfred Deckert       | Axel Zitzmann       | Leoš Škoda                 |
| 17 - 18.12.1983 | Czechosłowacja | Klaus Ostwald         | Jens Weißflog       | Vladimír Podzimek          |
| 03 - 04.01.1987 | Czechosłowacja | Frank Sauerbrey       | Ivan Sindler        | Manfred Deckert            |